# Kerek
Cet article concerne la langue kereke. Pour le peuple kerek, voir Kereks.
Le kerek est une langue paléo-sibérienne de la famille des langues tchoukotko-kamtchatkiennes parlée sur les rivages de la mer de Béring par les Kéreks.

## Une langue éteinte
Selon le linguiste russe A.P. Volodine, en 1991 seules trois personnes la parlaient encore. Depuis 2005, elle est considérée comme éteinte. Les Kereks, qui n'ont jamais été nombreux, sont désormais assimilés aux Tchouktches.
Le nom de kerek vient du tchouktche kɛrɛkit. Les Kereks se désignaient eux-mêmes par le nom de aŋqalħakku, « les gens du bord de mer ».

## Phonologie
Le kerek a un inventaire phonétique restreint, si on le compare à ceux d'autres langues langues tchoukotko-kamtchatkiennes, telles que le tchouktche.

### consonnes
|              | Bilabiale | Dentale | Latérale | Palatale | Vélaire | Uvulaire | Pharyngale | Glottale |
| ------------ | --------- | ------- | -------- | -------- | ------- | -------- | ---------- | -------- |
| Occlusive    | p         | t       |          |          | k       | q        |            | ʔ        |
| Fricative    |           |         |          |          |         |          | ħ          |          |
| Affriquée    |           |         |          | tʃ       |         |          |            |          |
| Nasale       | m         | n       |          |          | ŋ       |          |            |          |
| Liquide      |           |         | l        |          |         |          |            |          |
| Semi-voyelle | w         |         |          | j        |         |          |            |          |

- Allophones : [l], en position intervocalique, est palatalisé [lʲ]. [t͡ʃ] est prononcé par certains [s]. Les consonnes peuvent être géminées.

### Voyelles
|         | Antérieure | Centrale | Postérieure |
| ------- | ---------- | -------- | ----------- |
| Fermée  | i          |          | u           |
| Moyenne |            | ə        | o           |
| Ouverte |            | a        |             |

- Les voyelles du kerek peuvent être longues.

## Morphologie

### Le nombre
Le kerek exprime le nombre par un suffixe de pluriel qui a la forme -kku, mais il possède aussi un suffixe duel qui est -t ou -tʃi.
- ŋawħan - femme. Pluriel ŋawħanəkku. Duel ŋawħantʃi
- ukkuŋa - pierre. Pluriel ukkukku. Duel ukkut.